# Ortospeda trilineata
Ortospeda trilineata är en fjärilsart som beskrevs av Walker 1865. Ortospeda trilineata ingår i släktet Ortospeda och familjen Thyrididae. Inga underarter finns listade i Catalogue of Life.